# For Freedom (film, 1918)
Pour plus de détails, voir Fiche technique et Distribution.
For Freedom est un film muet américain réalisé par Frank Lloyd et sorti en 1918.

## Fiche technique
- Titre : For Freedom
- Réalisation : Frank Lloyd
- Scénario : Florence Margolies, E. Lloyd Sheldon
- Chef opérateur : William C. Foster
- Production et distribution : Fox Film Corporation
- Genre : Film dramatique
- Durée : 60 minutes
- Date de sortie :
  - États-Unis : 29 décembre 1918

## Distribution
- William Farnum : Robert Wayne
- Coit Albertson : Herbert Osborne
- Rubye De Remer : Mary Fenton
- Anna Lehr : Edith Osborne
- J. Herbert Frank : Howard Stratton
- G. Raymond Nye : Bill Harris
- John Slavin : The Weazel
- Marc Robbins : David Sterling